# 他里霧堡
他里霧堡，是台灣中南部自清治時期至日治初期的一個行政區劃，其範圍包括今雲林縣的虎尾鎮東部、斗南鎮全部、大埤鄉北部及古坑鄉中部。
他里霧堡北邊為西螺堡，東邊為溪洲堡、斗六堡，南邊為打貓東頂堡、打貓北堡，西邊為大坵田堡。

## 管轄街庄
他里霧堡共轄20個庄：
- 今虎尾鎮境內：過溪仔庄、惠來厝庄
- 今斗南鎮境內：他里霧庄、舊社庄、林子庄、石龜溪庄、南勢庄、阿丹庄、溫厝角庄、新、田頭庄、五間厝庄、大東庄、小東庄
- 今大埤鄉境內：埔羗崙庄、佃仔林庄、茄苳腳庄、埤頭庄
- 今古坑鄉境內：蔴園庄、庵古坑庄